# Diocèse de Lisala
Le diocèse de Lisala (en latin Dioecesis Lisalaensis) est un diocèse de l'église catholique de rite latin, suffragant de l'archidiocèse de Mbandaka-Bikoro, en République démocratique du Congo. Il est nommé d'après son siège épiscopal, la ville de Lisala. 

## Histoire
Le vicariat apostolique de la Nouvelle-Anvers est établi le 3 avril 1919 à partir de territoires du vicariat apostolique de Léopoldville. Entre 1924 et 1926, le vicariat cède une partie de ses territoires pour la création de deux préfectures apostoliques : Tsuapa et Basankusu.
Le 27 janvier 1936, il est renommé vicariat apostolique de Lisala. Le 14 juin 1951, il perd à nouveau une partie de son territoire pour établir la préfecture apostolique d'Isangi.
Le 10 novembre 1959, le vicariat est élevé au rang de diocèse par la bulle Cum parvulum du pape Jean XXIII. Il est suffragant de l'archidiocèse de Mbandaka-Bikoro. Le 25 novembre 1964, le diocèse perd une partie de son territoire pour établir le diocèse de Budjala.

## Ordinaires

### Vicaire apostolique de La Nouvelle-Anvers
- Égide de Boeck (en), C.I.C.M. (4 janvier 1921 - 27 janvier 1936)

### Vicaires apostoliques de Lisala
- Égide de Boeck (en), C.I.C.M. (27 janvier 1936 - 20 décembre 1944)
  - François Van den Berghe, C.I.C.M. (9 février 1943 - 20 décembre 1944), vicaire apostolique coadjuteur
- François Van den Berghe, C.I.C.M. (20 décembre 1944 - 10 novembre 1959), promu évêque

### Évêques de Lisala
- François Van den Berghe, C.I.C.M. ( 10 novembre 1959 - 25 novembre 1964), nommé évêque de Budjala
- Louis Nganga a Ndzando (en) (25 novembre 1964 - 6 juillet 1997)
  - Louis Nkinga Bondala, C.I.C.M. ( 13 mars 1996 - 6 juillet 1997), évêque coadjuteur
- Louis Nkinga Bondala, C.I.C.M. ( 6 juillet 1997 - 11 février 2015)
- Ernest Ngboko Ngombe, C.I.C.M. ( 11 février 2015 - 23 novembre 2019), nommé archevêque de Mbandaka-Bikoro
- Joseph-Bernard Likolo Bokal’Etumba (depuis le 15 février 2021)

### Évêques auxiliaires
- Louis Nganga a Ndzando (en) (18 avril 1961 - 25 novembre 1964), nommé évêque de Lisala

## Statistiques
| année | baptisés  | population totale | pourcentage de baptisés | prêtres (total) | prêtres séculiers | prêtres réguliers | catholiques par prêtre | religieux | religieuses | paroisses |
| ----- | --------- | ----------------- | ----------------------- | --------------- | ----------------- | ----------------- | ---------------------- | --------- | ----------- | --------- |
| 1950  | 217 528   | 725 000           | 30,0                    | 121             | 9                 | 112               | 1,797                  | 9         | 122         |           |
| 1970  | 273 156   | 440 457           | 62,0                    | 72              | 16                | 56                | 3,793                  | 89        | 82          | 17        |
| 1980  | 346 803   | 540 894           | 64,1                    | 56              | 21                | 35                | 6,192                  | 56        | 81          | 18        |
| 1990  | 478 163   | 681 000           | 70,2                    | 55              | 38                | 17                | 8,693                  | 35        | 87          | 21        |
| 1997  | 503 033   | 1 070 527         | 47,0                    | 64              | 60                | 4                 | 7,859                  | 26        | 64          | 24        |
| 2000  | 650 000   | 1 200 000         | 54,2                    | 62              | 58                | 4                 | 10,483                 | 25        | 62          | 25        |
| 2001  | 650 000   | 1 200 000         | 54,2                    | 57              | 50                | 7                 | 11,403                 | 28        | 64          | 25        |
| 2002  | 560 000   | 1 230 000         | 45,5                    | 47              | 44                | 3                 | 11,914                 | 28        | 65          | 25        |
| 2003  | 660 000   | 1 300 000         | 50,8                    | 57              | 55                | 2                 | 11,578                 | 24        | 68          | 25        |
| 2004  | 767 232   | 1 400 000         | 54,8                    | 53              | 52                | 1                 | 14,476                 | 23        | 75          | 26        |
| 2013  | 897 000   | 1 683 000         | 53,3                    | 66              | 63                | 3                 | 13,590                 | 39        | 85          | 28        |
| 2016  | 968 000   | 1 817 000         | 53,3                    | 69              | 66                | 3                 | 14,028                 | 46        | 102         | 28        |
| 2019  | 1 062 000 | 1 997 000         | 53,2                    | 70              | 67                | 3                 | 15,171                 | 52        | 96          | 27        |
| 2021  | 1 129 955 | 2 124 980         | 53,2                    | 71              | 68                | 3                 | 15,914                 | 24        | 85          | 28        |